# Феррант-и-Фишерманс, Алехандро

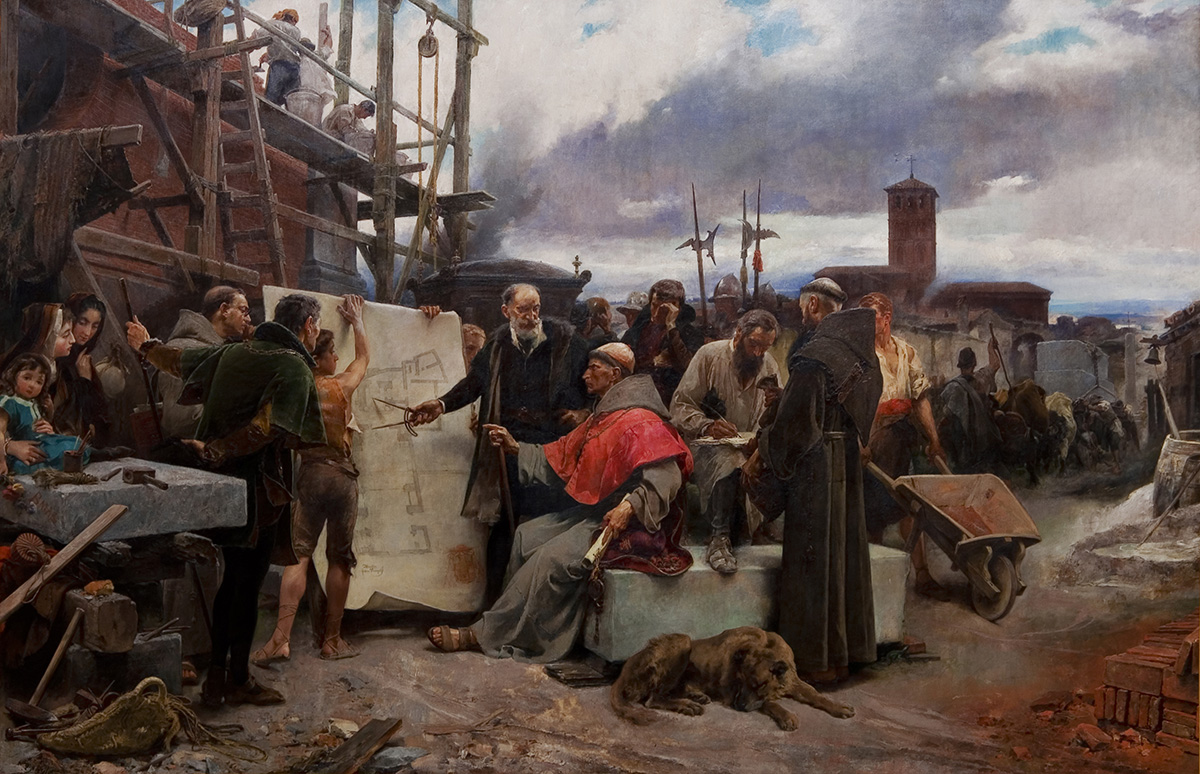
Алехандро Ферран-и-Фишерманс Кардинал Франсиско Хименес-и-Сиснерос посещает постройку госпиталя Милосердия

Алехандро Феррант-и-Фишерманс (исп. Alejandro Ferrant y Fischermans, род. 9 сентября 1843 г. Мадрид — ум. 20 января 1917 г.) — испанский художник.

## Жизнь и творчество
А. Феррант-и-Фишерманс начал учиться живописи под руководством своего дяди, художника Луиса Ферранта Лаузаса, и в Королевской академии изящных искусств Сан-Фернандо в Мадриде. Затем он, получив стипендию, уезжает в Рим, где учится и работает вместе с такими художниками, как Франсиско Прадилья, Касто Пласенсия, Мануэль Кастильяно, Эдуардо Санчес и Хаиме Морера в Испанской римской Академии изящных искусств.
А. Феррант-и-Фишерманс был директором мадридского Музея современного искусства, объединённого в 1971 году с музеем Прадо.
Художник писал картины преимущественно на религиозную и историческую тематику, интересовался также жанровой и декоративной живописью. За полотно Кардинал Франсиско Хименес-и-Сиснерос посещает постройку госпиталя Милосердия художник был удостоен золотой медали на Национальной выставке изящных искусств Испании в 1892 году. Сын его, Анжел Феррант, был одним из ведущих испанских скульпторов-авангардистов.

## Галерея
- Избранные полотна А. Феррант-и-Фишерманса